# Roberta Metsola

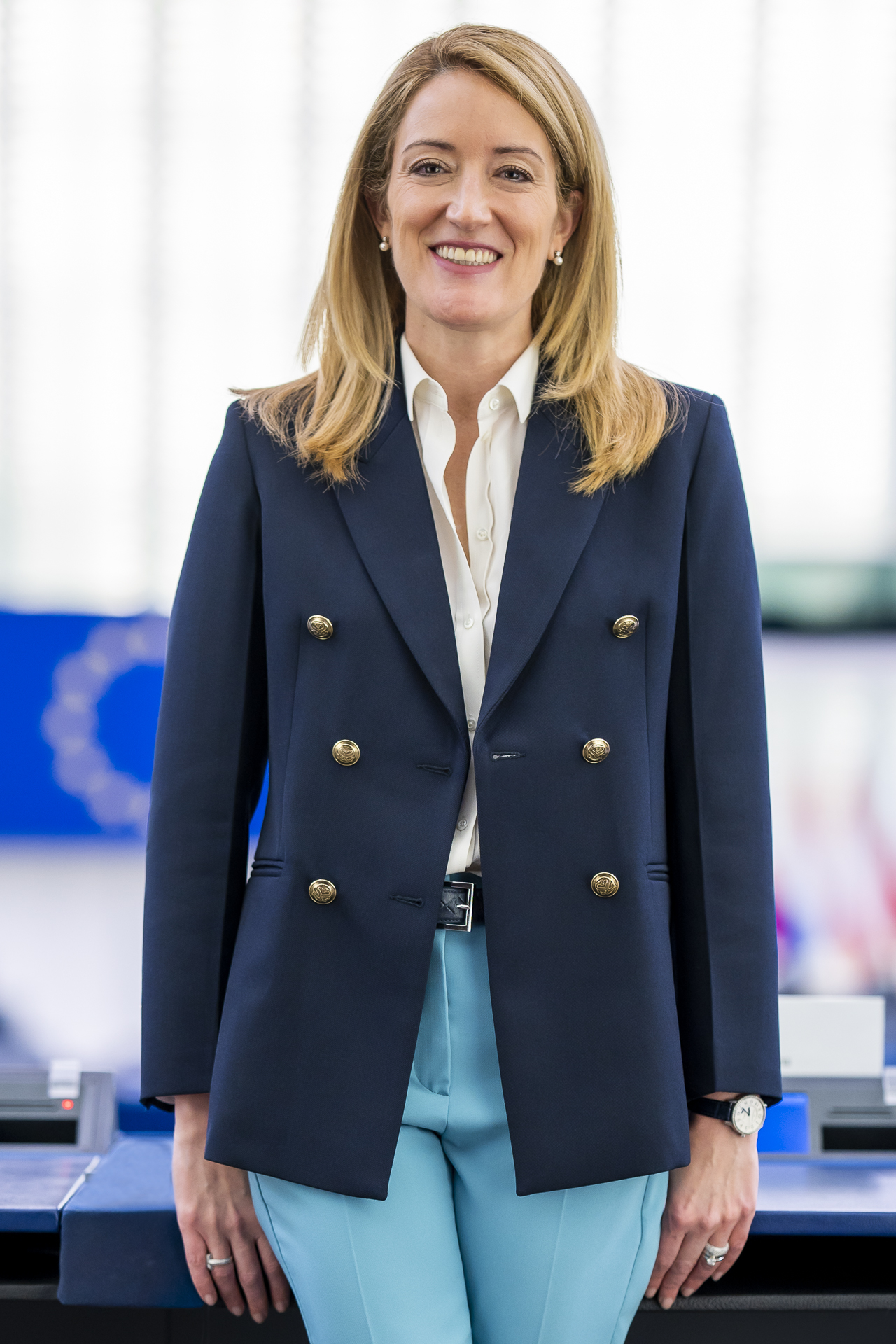
Roberta Metsola (2022)

Roberta Metsola (Aussprache [ˈmɛtsɔla]; * 18. Januar 1979 in San Ġiljan als Roberta Tedesco Triccas) ist eine maltesische Politikerin der Partit Nazzjonalista. Seit April 2013 ist sie Mitglied des Europäischen Parlaments und seit dem 18. Januar 2022 EU-Parlamentspräsidentin. Zuvor war sie bereits seit November 2020 die Erste Vizepräsidentin des Europäischen Parlaments.

## Leben
Roberta Metsolas Familie stammte ursprünglich aus Swieqi, einer Stadt im Nordosten der Insel Malta. Zusammen mit ihren beiden jüngeren Schwestern wuchs sie bei ihren Eltern Rita und Geoffrey Tedesco Triccas in Gżira auf. Sie besuchte die Grundschule in Sliema und das katholische St Aloysius’ College in Birkirkara. Von 1997 bis 2003 studierte sie an der Universität Malta Rechtswissenschaften, das sie mit einem Doktor der Rechte beendete. Am College of Europe in Brügge wurde sie 2004 Magister artium. Laut dem Plagiatsgutachter Stefan Weber enthält ihre Dissertation zum Thema „Electoral Systems and Electoral Outcomes: A Comparative Study“ zahlreiche Plagiate.
Roberta Metsola ist verheiratet und hat vier Söhne. Sie und der Finne Ukko Metsola lernten sich 1999 kennen und heirateten im Jahr 2005. Der Nachname Metsola ist somit finnisch. Roberta Metsola ist katholisch.

## Politik
In ihrer Studienzeit war sie Generalsekretärin der European Democrat Students. Sie arbeitete als Attachée für Justiz und Inneres bei der Ständigen Vertretung Maltas bei der Europäischen Union und als juristische Beraterin beim Europäischen Auswärtigen Dienst. Nach zwei erfolglosen Kandidaturen für das Europäische Parlament 2004 und 2009 rückte sie am 25. April 2013 für Simon Busuttil in das Parlament nach. Sie wurde bei den Europawahlen 2014 und 2019 erneut in das Europäische Parlament gewählt.
Im November 2020 wurde Metsola Erste Vizepräsidentin des Europäischen Parlaments. Sie trat die Nachfolge von Mairead McGuinness an, die in die Europäische Kommission gewechselt war. Metsola war die erste Abgeordnete aus Malta, die zur Vizepräsidentin gewählt wurde. Im Dezember 2021 nominierte die Fraktion der Europäischen Volkspartei Metsola zur Kandidatin für das Amt des EU-Parlamentspräsidenten. Sie sollte die Nachfolge David Sassolis antreten, der gemäß einer Absprache zwischen der EVP und der Fraktion der Progressiven Allianz der Sozialdemokraten im Europäischen Parlament nach zweieinhalb Jahren das Amt für den Rest der Legislaturperiode an einen konservativen Politiker übergeben sollte.
Nach Sassolis Tod am 11. Januar 2022 übernahm Metsola das Amt des EU-Parlamentspräsidenten als dessen erste Vizepräsidentin geschäftsführend bis zur geplanten Wahl in der zweiten Januarhälfte. Nach Simone Veil und Nicole Fontaine bekleidet Metsola als dritte Frau dieses Amt. Am 18. Januar 2022 wählte das Europaparlament sie regulär zu Sassolis Nachfolgerin. Am 16. Juli 2024 wählte das Europaparlament sie in der ersten Sitzung nach der Europawahl 2024 mit 562 von 720 Stimmen erneut zur Parlamentspräsidentin. In Metsolas erste Amtszeit fiel der Katar-Korruptionsskandal im Europäischen Parlament, dessen Aufarbeitung noch andauert. Sie selbst hat sich für eine vollständige Aufklärung dieser Vorfälle ausgesprochen; allerdings stellte sich wenig später heraus, dass sie, zusammen mit ihrem Mann, einen vom Weinbauernverband bezahlten Aufenthalt in einem Luxushotel im Burgund nicht deklariert hatte.
Nach einem früheren Versuch ernannte sie im September 2024 ihren Schwager zum Büroleiter.
Am 23. November 2024 forderte sie von der Regierung Scholz, Taurus-Marschflugkörper für die Ukraine freizugeben. Dafür gebe es im EU-Parlament eine breite Unterstützung.

## Ehrungen und Auszeichnungen
- Orden der Fürstin Olga (Erster Klasse) (Ukraine; 2022)
- Großes Goldenes Ehrenzeichen am Bande für Verdienste um die Republik Österreich (2024)[21]